# تأثير زنر
تأثير زينر في الفيزياء (بالإنجليزية: Zener Effect)هو تأثير مسمى باسم مكتشفه «كليرانس زينر» (1905–1993) وهو ظهور تيار كهربائي في الاتجاه المعاكس في شبه موصل عالي التشويب. يسمى هذا التيار أيضا تيار زنر.

اعتماد التيار I على الجهد U في ديود زنر. إلى اليسار يحدث انهيار زينر و انهيار شلالي ، يزداد فيهما التيار زيادة شديدة في الاتجاه المعاكس.

يحدث تأثير زينر نتيجة انزياح في طبقات الطاقة في الجزء المشوب p وفي الجزء المشوب n من شبه موصل بسبب جهد ابتدائي. ويمتد هذا الانزياح في مستويات الطاقة حتى تحصل المستويات الفارغة في نطاق التوصيل على نفس طاقة المستويات المشغولة بإلكترونات التكافؤ. وبسبب هذا التقارب في نطاقات الطاقة في شبه الموصل يزداد احتمال انتقال أحد الإلكترونات من مستوى طاقة إلكترون التكافؤ إلى نطاق التوصيل (تاثير النفق الكمومي).
الشكل إلى اليسار يوضح هذا: يعمل الدايود عادة مثلما في المربع إلى اليمين العلوي: بزيادة الجهد يزداد التيار. أما إذا عكسنا الجهد على شبه الموصل وجعلناه سالبا فينتقل سلوك شبه الموصل إلى المربع اليساري السفلي. بزيادة الجهد السالب عليه يزداد التيار في الاتجاه العكسي قليلا أولا ثم يحدث زيادة أسية في التيار العكسي بسبب حدوث انهيار (هذا بالنسبة إلى شبه موصل عادي التشويب). أما إذا كان شبه الموصل عالي التشويب فإن الانهيار (زيادة التيار زيادة أسية) في الاتجاه العكسي يحدث عند جهد سالب أقل من حالة التشويب العادي، وفي تلك الحالة يسمى انهيار زينر أو تأثير زينر.

## جهد زينر
الجهد اللازم تطبيقه لحدوث "انهيار زينر " يسمى جهد زنر". في أشباه الموصلات المصنوعة من السليسيوم يكون جهد زينر بين 2 و 5و5 فولط.

## استخداماته
يطبق تأثير زنر في ثنائي أقطاب زنر، حيث يكون جهد زنر أقل من 5و5 فولط. أما الأنواع الأخرى فيحدث فيها الانهيار عند جهود أعلى، إلا أنها توصف أيضا بأنها من ثنائي أقطاب زنر، ويرمز لهم جميع بالرمز Z-Diode.

## اقرأ أيضاً
- منطقة انخفاض
- ترانزستور حقلي
- ثنائي أقطاب زنر
- شبه موصل
- انهيار انهماري
- انهيار إلكتروني